# 全日本FJ360選手権
全日本FJ360選手権は、かつて開催されていた自動車レースの一カテゴリー。いわゆるジュニア・フォーミュラの一つである。

## 概要
1960年代に日本自動車連盟（JAF）は、ヨーロッパにならい、フォーミュラ振興策を打ち出た。

その内容は、日本国内において、F2に該当するフォーミュラカーレースを国内トップカテゴリーして、その下位カテゴリを設置するという内容である。具体的には、フォーミュラカーレースの国内トップカテゴリーとして全日本F2000選手権を新設して同時に、下位カテゴリーとして全日本FJ1300選手権と全日本FJ360選手権も新設された。

FJ360は排気量が360ccの軽自動車のエンジンを使用するカテゴリで、1971年からレースが開催された。エンジンに関しては、2ストロークエンジン（スズキ）と4ストロークエンジン（ホンダ）の両方が参戦したが、2ストロークエンジンの方が4ストロークエンジンより出力が大きく、4ストロークエンジンでは、勝利することが難しい状況になった。実際のFJ360のレースは数回開催されただけで終了した。

エントラントは、2輪時代に国際自動車連盟（FIA)は、2ストロークエンジンに対して換算排気量係数として1.3をかけていたのを根拠として、4ストローク勢は、500㏄までボアアップして対抗しようとした。一方2ストローク勢は、420㏄までしかボアアップできなかった。エントランからの要望に応じて、レース主催者は、この排気量の拡大を認めたが、JAFは認めなかった。この結果、排気量360㏄のマシンはFJ360/排気量500㏄のマシンはFL500として運用された。

なお1970年代の中ごろに軽自動車の排気量が550㏄に拡大されたので、車両はFL550となった。

名称のFJ360のFはフォーミュラカーのFを意味しておりJはJuniorもしくはJapanの頭文字に由来して360は排気量に由来する。
軽自動車が普及したからこそ存在しえた日本特有のカテゴリで出力重量比が当時のF1マシンに近かったこともあり、俊敏な加速性能やコーナーリングにより、ミニF1とまで呼ばれた。

## マシンについて
エンジンは当時の軽自動車の標準的なエンジンだった排気量0.36Lの2ストロークエンジンが使用された。
FJ360と同様に入門用とされていたFJ1300のような他のカテゴリではレーシングコンストラクタが予め用意したシャーシを使用するため、購入者が手を加える余地は限られていたが、FJ360ではレーシングコンストラクタが供給するシャーシに混ざり、自作のマシンで参戦するチームもあり、接戦を繰り広げるなど、レースを大いに盛り上げた。後にレギュレーションが改定されFL500になったことでエンジンを換装して出場する者もいたとされる。低コストで参戦できるという敷居の低さが日本のモータースポーツの黎明期において裾野を広げる重要な役割を果たした。後年、同じく軽自動車のエンジンを搭載するフォーミュラ・スズキKeiやFK4が開発され、さらに、実現には至らなかったものの自分でマシンを組み立てて参戦するというモータースポーツの黎明期の再来を目標にフォーミュラ20が提案され、試作車が製造された。